# Lyssavirus
Lyssavirus (Lyssa, era uma deidade grega associada com a loucura, raiva e frenesi) é um gênero de Vírus ARN de cadeia negativa, cuja espécie mais famosa é o vírus da raiva.
Os seres humanos, mamíferos e vertebrados servem como hospedeiros naturais, os vírus são transmitidos pela saliva, principalmente por mordida. Atualmente, existem 17 espécies neste género. Envelopados, com forma de bala, 180 nm de comprimento e 75 mm de largura. Encontrados em todos os continentes, exceto Antártida.

## Espécies
Cinco espécies raramente podem afetar humanos causando encefalite viral:
- Vírus da raiva (RABV)
- Lyssavirus do morcego australiano (ABLV)
- Vírus Duvenhage (DUVV)
- Lyssavirus do morcego europeu tipo 1 (EBLV1) e tipo 2 (EBLV2)

As outras espécies afetam outras animais, principalmente morcegos, sem registro de infectar humanos:
- Vírus Aravan (ARAV)
- Vírus Irkut (IRKV)
- Vírus Khujand (KHUV)
- Vírus do tipo lagos (LBV)
- Vírus Mokola (MOKV)
- Vírus do morcego do oeste do cáucaso (WCBV)
- Vírus do morcego Shinomi (SHIV)
- Vírus Ikoma